# مرو جونسون
مرو جونسون هو سياسي كندي، ولد في 9 مايو 1923 في كيندرسلاي في كندا، وتوفي في 14 يوليو 2019. نشط حزبياً في Co-operative Commonwealth Federation ‏. وقد انتخب عضو مجلس العموم الكندي.